# Моторин, Николай Яковлевич
Николай Яковлевич Моторин (1922—1945) — лейтенант Рабоче-крестьянской Красной Армии, участник Великой Отечественной войны, Герой Советского Союза (1945).

## Биография
Николай Моторин родился 30 октября 1922 года в селе Дмитриевка Тамбовской губернии. После окончания девяти классов школы учился в аэроклубе в Мичуринске.
В июне 1941 года был призван на службу в Рабоче-крестьянскую Красную Армию. В июле 1943 года окончил Тамбовскую военную авиационную школу пилотов. С сентября того же года — на фронтах Великой Отечественной войны.
К концу марта 1945 года лейтенант Николай Моторин был старшим лётчиком 565-го штурмового авиаполка 224-й штурмовой авиадивизии 8-го штурмового авиационного корпуса 8-й воздушной армии 4-го Украинского фронта. К тому времени он совершил 130 боевых вылетов на воздушную разведку и штурмовку скоплений боевой техники и живой силы противника, его важных объектов, нанеся ему большие потери. 5 мая 1945 года пропал без вести в боях под городом Гливице.
Указом Президиума Верховного Совета СССР от 29 июня 1945 года за «образцовое выполнение боевых заданий командования на фронте борьбы с немецкими захватчиками и проявленные при этом отвагу и геройство» лейтенант Николай Моторин посмертно был удостоен высокого звания Героя Советского Союза. Также был награждён орденом Ленина, двумя орденами Красного Знамени, орденами Отечественной войны 1-й степени и Красной Звезды, рядом медалей.
В честь Моторина названа улица в Петровском.